# Valdemar Lund Jensen
Valdemar Lund Jensen (ur. 28 maja 2003 w Sundby) – duński piłkarz polskiego pochodzenia grający na pozycji środkowego obrońcy w Molde FK.

## Sukcesy
FC Kopenhaga
- Mistrz Danii: 2021/2022, 2022/2023[5]
- Puchar Danii: 2022/2023